# Rémi Hugues
Pour les articles homonymes, voir Hugues.

a Compétitions nationales et continentales officielles uniquement.

Dernière mise à jour le 1 mars 2024.
Rémi Hugues, né le 1er janvier 1986 à Beaugency, est un joueur français de rugby à XV qui évolue au poste de pilier.

## Biographie
Rémi Hugues commence la pratique du rugby à XV au sein du club de Saint-Laurent-Nouan à l'âge de 8 ans, puis rejoint les cadets du RC Orléans pour trois saisons en 2000.
Il arrive au Biarritz olympique à l'âge de 17 ans au niveau crabos, après une journée de détections. Il signe en 2009 un contrat professionnel d'un an, au cours de laquelle il sera notamment remplaçant lors de la finale de Coupe d'Europe contre le Stade toulousain. À l'issue de cette saison, son contrat n'est pas reconduit.

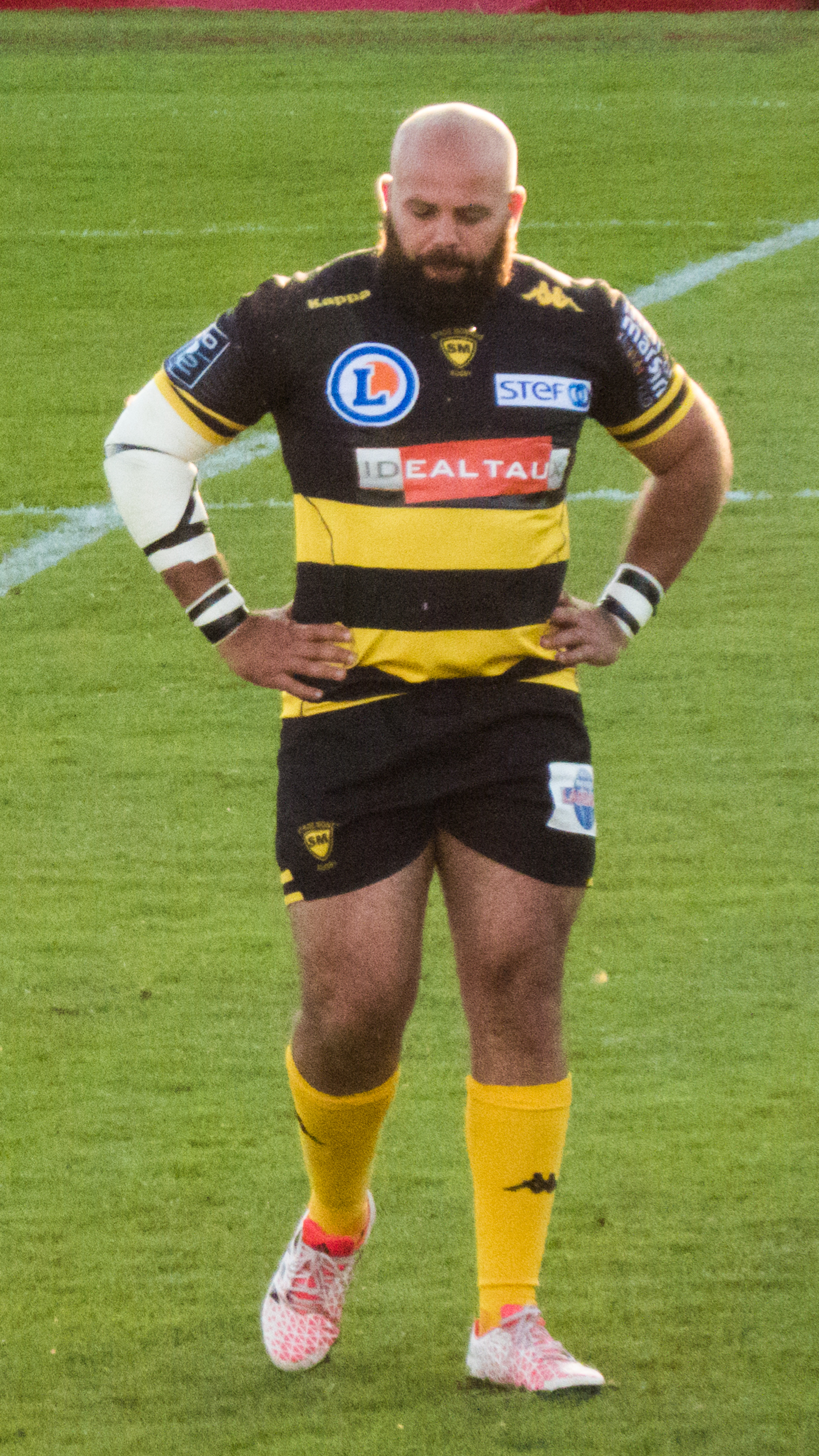
Rémi Hugues joue pendant plus de dix saisons dans les Landes, pour le compte de l'US Dax, du Stade montois (ci-contre en 4 2017), puis du Saint-Paul Sports.

Après huit saisons sur la côte basque, il intègre en 2010 l'US Dax voisine en Pro D2, avant de prolonger pour deux saisons en 2012. En quatre ans, il gagne sa place de titulaire au sein de la première ligne landaise.
Il est recruté par le FC Grenoble en 2014, qui lui permettra d'évoluer à nouveau en première division.
Après une saison en Isère, Hugues retourne dans les Landes et signe en faveur du Stade montois un contrat de deux ans. En 2019, il est libre de tout contrat et quitte le club, ; il figure ensuite dans la liste de Provale des joueurs au chômage.
En septembre 2019, il rejoint le Stade toulousain, champion de France en titre, en qualité de joker Coupe du monde. Il remplace Thomas du Toit, lui-même joker Coupe du monde de Cyril Baille, mais appelé à rejoindre à son tour son équipe nationale ; Hugues quitte ensuite le club rouge et noir une fois le mondial achevé.
Non actif pour la fin de la saison 2019-2020, il s'engage avec le Saint-Paul Sports Rugby en Fédérale 2 l'année suivante,.

## Palmarès
- Coupe d'Europe de rugby à XV :
  - Finaliste : 2010 avec le Biarritz olympique.